# Lamashtu

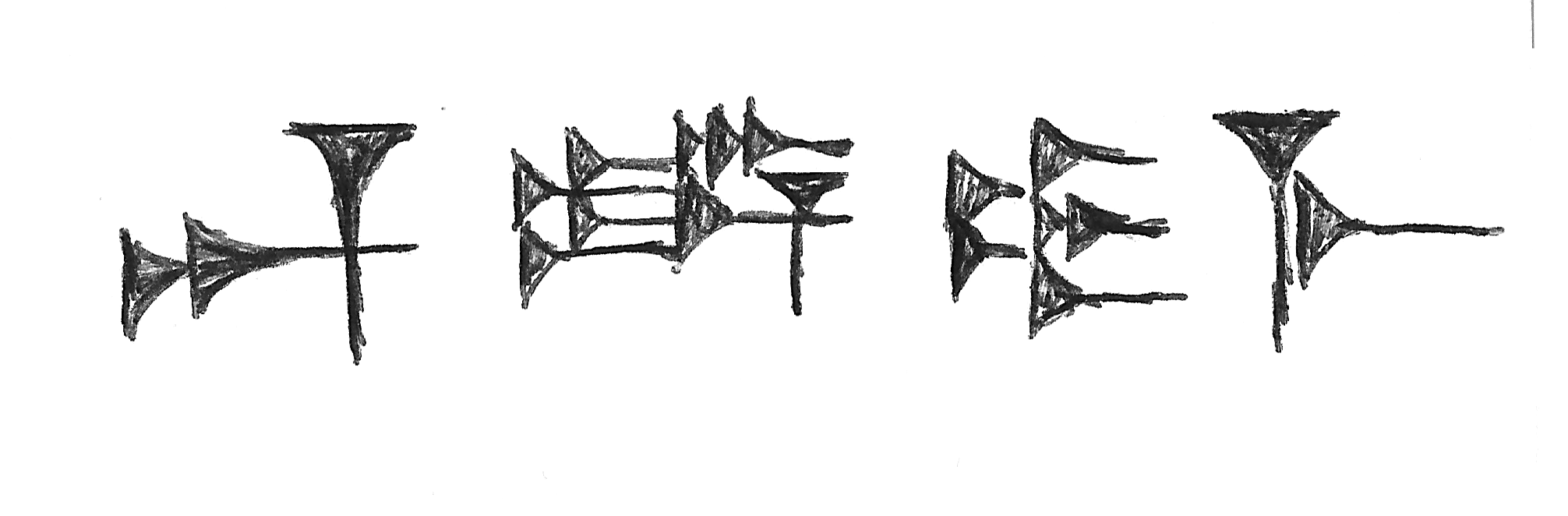
det sumeriska namnet i kilskrift

Lamashtu (akkadiska: dLa-maš-tu, sumeriska: Dimme, dDim3-me) är en demon i mesopotamisk mytologi. Hon beskrivs som den hemskaste av alla kvinnliga demoner och var dotter till himmelsguden Anu. Hon agerade på eget initiativ snarare än på gudarnas order och representerade något mer än vanlig demonisk kraft. Sättet hennes namn skrivs på i kilskrift antyder att Lamashtu ansågs vara en gudinna i sin egen rätt.

## Beskrivning
Lamashtu avbildades ofta på amuletter som en kvinna med ett lejon, en hund eller en fågels huvud. Hon har en hårig kropp, bara bröst, en åsnas öron och tänder och fågelfötter med vassa klor. Ibland har hon vingar och väldigt sällan svans. Hon avbildas ofta stående eller knästående på en åsna, hållande en tvåhövdad orm i varje hand och diandes en hund på sitt högra bröst och en gris eller ytterligare en hund på det vänstra.

## Funktioner

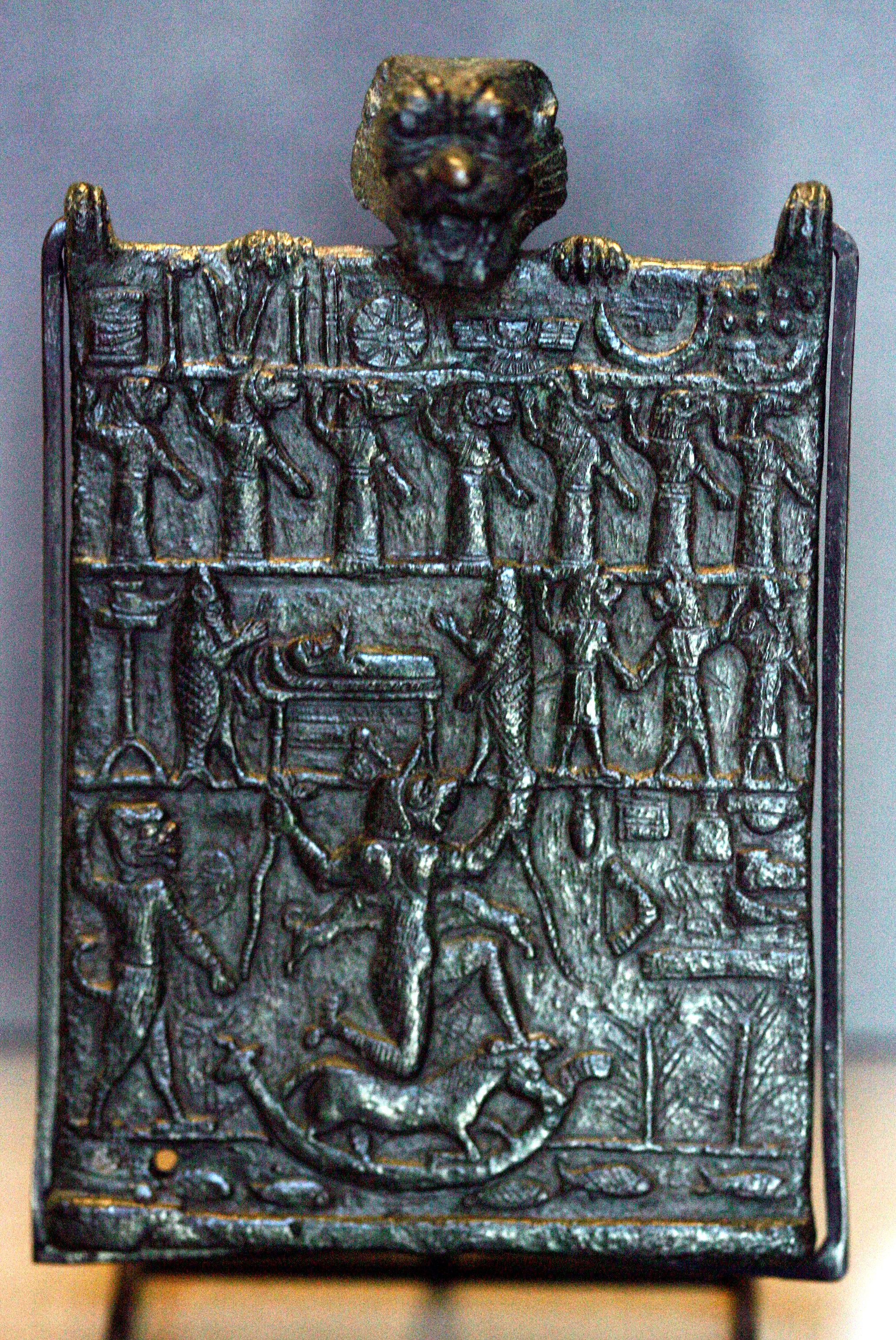
Plakett som ska skydda mot Lamashtu

Lamashtu hade sju namn och beskrevs ofta i besvärjelser som de sju häxorna. Hon kastades ut ur himlen efter att ha begärt att få äta köttet från människobarn och skapade därefter förödelse på jorden.
En alternativ version av denna berättelse är att gudarna efter en syndaflod ville förhindra att behöva återupprepa den. För att förhindra att människorna blir för många tillåter de inte att vissa kvinnor skaffar barn och skickar Pāšittu, utrotaren (ett av Lamashtus namn) att döda barnen. Denna version är dock relativt ovanlig.
Likt andra demoner, spöken och antisociala element söker Lamashtu sin tillflykt utanför Oikoumene, i öknar, träsk och berg där hon lever tillsammans med djuren.
Lamashtu begick en mängd olika onda gärningar: hon skadade människor och djur, hon störde sömn och gav folk mardrömmar, hon förstörde vägar, dödade lövverk och förgiftade floder och vattendrag, hon försvagade mäns muskler, och förde med sig sjukdomar.
Lamashtus huvudsakliga offer var dock ofödda barn. Hon smög in i gravida kvinnors hus och försökte vidröra kvinnans mage sju gånger för att döda barnet. Hon kunde också förgifta nyfödda genom att kidnappa barnet från sin amma och mata det med sin egen giftiga mjölk. Lamashtu kunde också döda mödrar, och ibland drack hon mäns blod och åt deras kött, det är dock osäkert om det rör sig om fäderna eller bara slumpmässigt utvalda män.

## Skyddsritualer

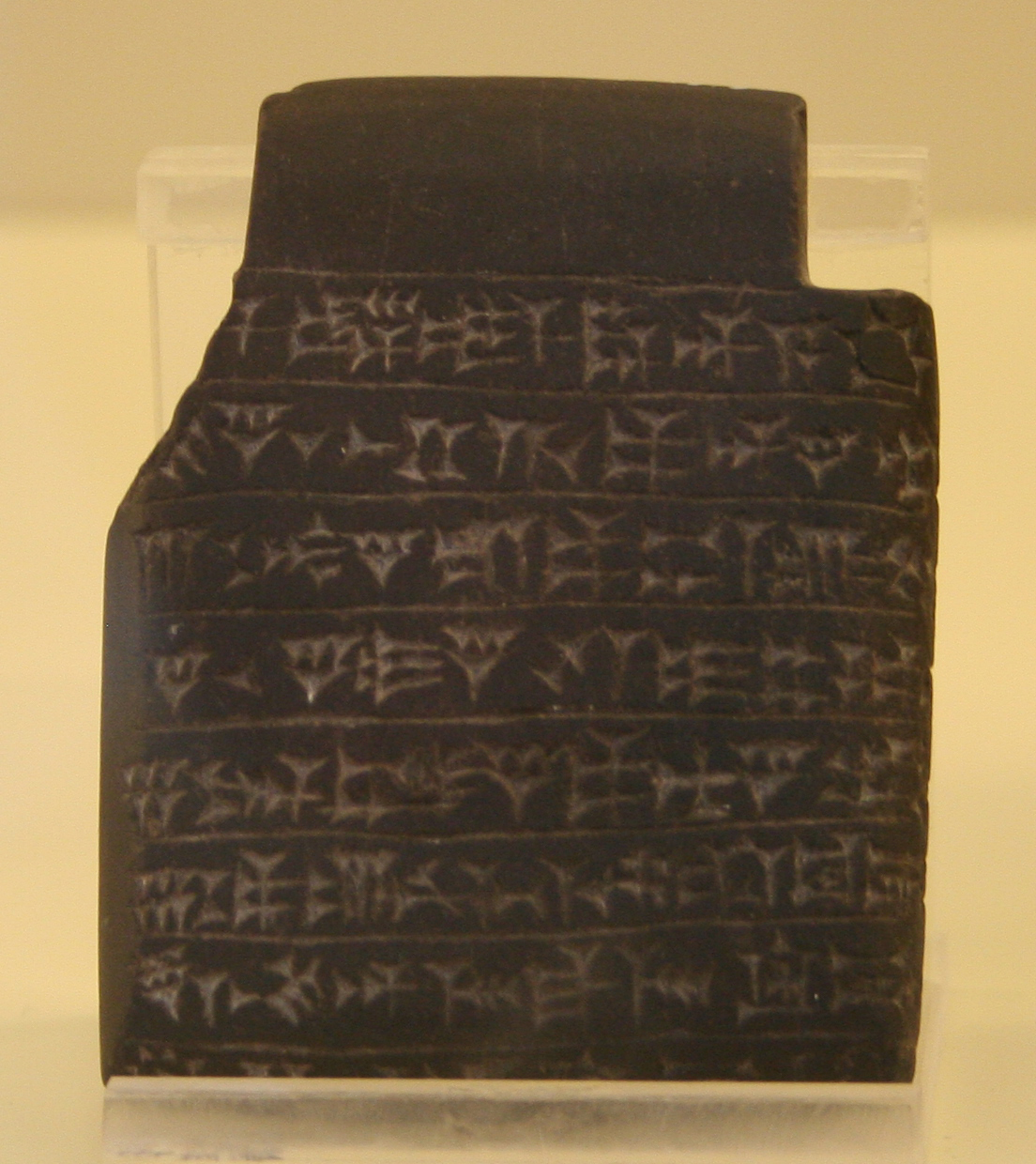
Amulett med inskription av en besvärjelse mot Lamashtu

För att skydda sig mot Lamashtu bar gravida och ammande mödrar magiska amuletter eller hängde upp en skyddande plakett i dörröppningen. Föremål som skulle skydda mot Lamashtus ondska var utbredda i Mesopotamien under det första millenniet f.Kr., en period där denna typ av tro verkar ha blomstrat.
Ett annat sätt att skydda sig var att muta henne med små offergåvor av kammar och fibulor. Dessa offer sattes i en ritual på drift i en modellbåt som man hoppades skulle föra demonen tillbaka till underjorden.
Skyddsritualer mot Lamashtu finns daterade så långt tillbaka som början av andra årtusendet f.Kr., även om hennes specfika ikonografi utvecklades under perioden 1400 till 1000 f.Kr. Under de följande århundradena spreds bilden av henne på skyddsamuletter över Babylonien och Assyrien, de spreds även längre västerut, kanske så långt som till Etrurien där en bild från 700-talet f.Kr. vilken är svår att tolka avbildar Lamashtu.
En såpass farlig kraft som Lamashtu behövdes kraftfulla beskyddare emot, ofta i form av demonen Pazuzu. Han är ett förkroppsligande av de iskalla vindarna från bergen öst om Mesopotamien och är en ond varelse vars krafter kan riktas mot andra onda väsen i apotropeiska syften. Flera plaketter visar de två tillsammans och hur Pazuzu driver Lamashtu tillbaka till underjorden.